# Директор (филм)
„Директор“ је југословенски филм из 1971. године. Режирао га је Миленко Маричић, а сценарио је писао Примож Козак.

## Улоге
| Глумац          | Улога |
| --------------- | ----- |
| Северин Бијелић |       |
| Вера Чукић      |       |
| Ђорђе Јелисић   |       |
| Раде Марковић   |       |
| Љуба Тадић      |       |